# Bernabé Rivera
Bernabé Rivera fou un futbolista paraguaià.

## Selecció del Paraguai
Va formar part de l'equip paraguaià a la Copa del Món de 1930, malgrat no disputà cap partit.